# Luka Karabatić
Luka Karabatić (Strasbourg, Francuska, 19. travnja 1988.) je francuski rukometaš i nacionalni reprezentativac koji igra na poziciji pivota. Trenutno nastupa za domaći PSG te je mlađi brat poznatijeg Nikole Karabatića.
Osvajač je olimpijskog, dva svjetska i europskog naslova prvaka s francuskom reprezentacijom uz druga postolja.

## Karijera

### Klupska karijera
Luka Karabatić dolazi iz sportske obitelji u kojoj je otac Branko bio rukometni vratar dok je stariji brat Nikola velikan francuskog rukometa. Najprije je dvije godine nastupao u mlađoj selekciji Montpelliera dok je 2009. s klubom potpisao prvi profesionalni ugovor. U to vrijeme u klubu mu se pridružio brat Nikola nakon povratka iz njemačkog bundesligaša THW Kiela.
Tijekom karijere u Montpellieru, Luka je osvojio pet uzastopnih naslova nacionalnog prvaka. Ubrzo nakon toga, 2012. godine je uslijedila optužnica protiv braće Karabatić te drugih rukometaša (Samuel Honrubia, Mickaël Robin, Wissem Hmam, Dragan Gajič i Primož Prost) zbog sumnji u namještanje prvenstvene utakmice. Braća su kao i ostali osumnjičeni bili pritvoreni dok ih se matični klub odrekao. Riječ je o skandalu u kojem su se tadašnji igrači Montpelliera kladili protiv svojeg kluba u posljednjoj utakmici prvenstva jer je momčad već osigurala naslov.
Nakon toga, Luka odlazi u Pays d'Aix gdje mu se kasnije pridružuje Nikola, s time da Nikola nakon završteka sezone prelazi u katalonsku FC Barcelonu dok je Luka ostao u klubu.

### Reprezentativna karijera
Mlađi Karabatić najprije je nastupao za francusku juniorsku reprezentaciju s kojom je 2008. godine osvojio europsku broncu. Debi u dresu seniora ostvario je u lipnju 2011. u susretu protiv Argentine. Sa starijim bratom je osim na klupskoj razini nastupao zajedno i u reprezentaciji na Europskom prvenstvu 2014. gdje je Francuska osvojila zlato.